# Чепецкие татары
Чепе́цкие (нукра́тские, ка́ринские) тата́ры (тат. нократ татарлары) — этнографическая группа казанских татар, живущих по реке Чепце и её притокам.
Живут в основном в Удмуртской Республике (Юкаменском, Глазовском, Балезинском, Ярском районах) и Слободском районе Кировской области.
В 1920-х гг. насчитывалось около 15 тысяч человек. 
Делятся на этнотерриториальные кусты:
- каринско-нукратский / нижнечепецкий (каринские татары). Название происходит от наименования села Нократ (ныне с. Карино)[2], бывшего весьма крупным татарским населенным пунктом с укрепленным городищем — центром Каринского княжества.
- юкаменско-глазовский / среднечепецкий
- кестымско-глазовский / верхнечепецкий

На формирование чепецких татар оказали влияние удмурты и бесермяне.
Говорят на татарском языке с некоторыми особенностями (нукратский говор татарского языка). Одной из характерных особенностей говора является архаичная форма инфинитива, которая образуется при помощи аффиксов -мага/-мәгә вместо литературного -рга/-ргә, -ырга/- ергә, -арга/-әргә: бармага вместо барырга (идти), пешермәгә вместо пешерергә (готовить), эшләмәгә вместо эшләргә (работать).